# The Crystals

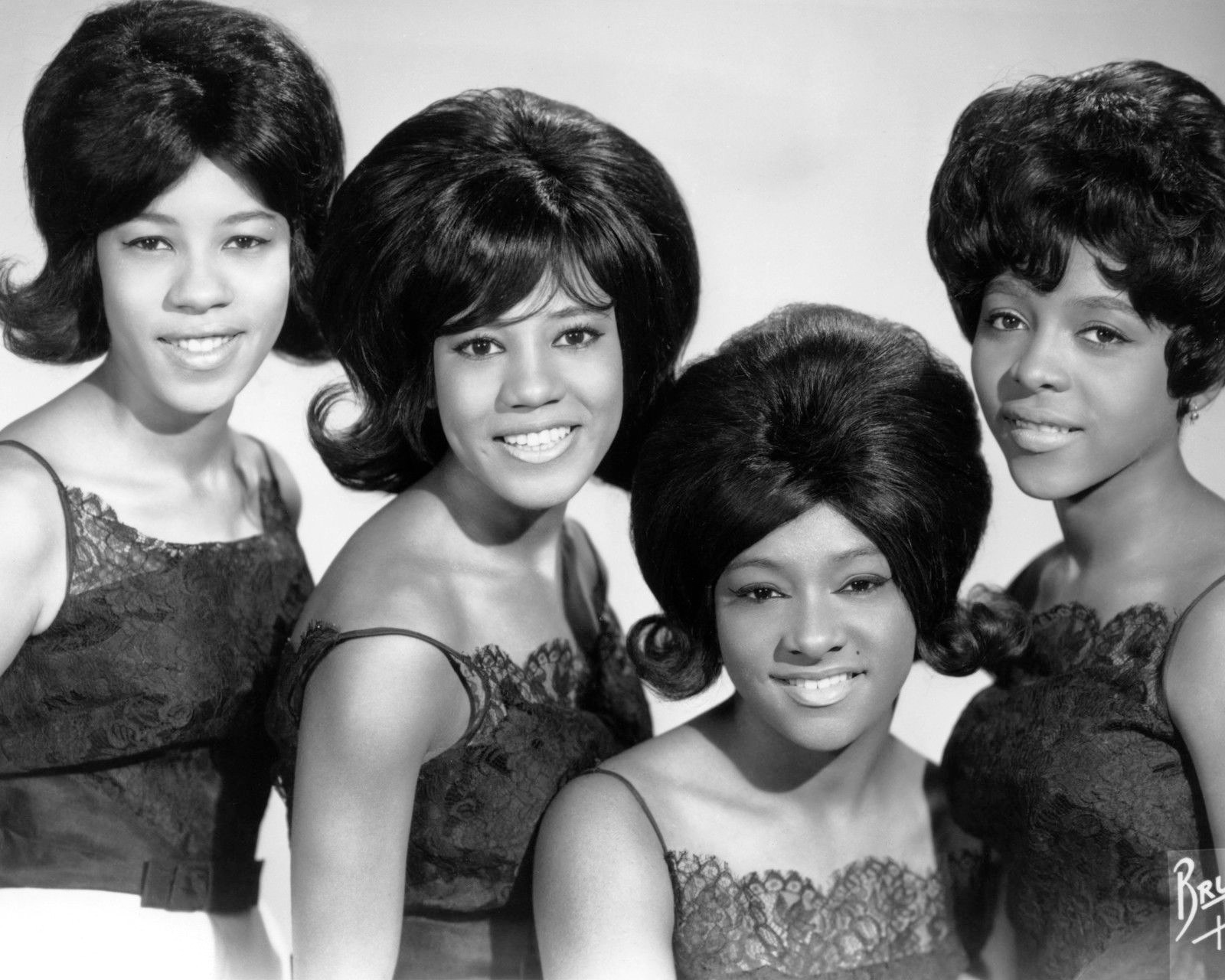
The Crystals

The Crystals waren eine US-amerikanische Mädchen-Gesangsgruppe.

## Geschichte
Die Gruppe war die erste, die Phil Spector für seine Plattenfirma Philles Records unter Vertrag nahm. Sie gehörten zu den Künstlern, die den Grundstein für seinen legendären Ruf als Hitproduzent legten.
Die erste Hitparaden-Notierung erreichte die Gruppe mit dem Song There’s No Other (Like My Baby), der 1962 der erste Millionenseller wurde. Genauso erfolgreich waren die 1962er Veröffentlichungen Uptown und He’s a Rebel, der Nummer-eins-Hit aus der Feder von Gene Pitney. Der Titel wurde von der Girlgroup The Blossoms aufgenommen, deren Leadsängerin Darlene Love war, aber unter dem Namen der Crystals veröffentlicht. Auch auf der Nachfolgesingle He’s Sure the Boy I Love sangen die Blossoms.
Ab 1964 blieben die Hits aus und 1966 löste sich das Quartett auf.
Im Jahr 1965 coverten The Beach Boys den Song Then He Kissed Me und veröffentlichten ihre Version unter dem Titel Then I Kissed Her auf dem Album Summer Days (And Summer Nights!!). 1977 coverten Kiss den Song unter dem Titel Then She Kissed Me auf ihrem Album Love Gun.

## Mitglieder
- Barbara Ann Alston (29. Dezember 1943 – 16. Februar 2018)
- Delores „Dee Dee“ Kennibrew (* 1945 als Delores Henry)
- Mary Thomas
- Merna Girard
- Patricia „Patsy“ Wright
- Dolores „LaLa“ Brooks (* 20. Juni 1947)

## Diskografie

### Studioalben
| Jahr | Titel        | Höchstplatzierung, Gesamtwochen, AuszeichnungChartsChartplatzierungen (Jahr, Titel, Platzierungen, Wochen, Auszeichnungen, Anmerkungen) | Anmerkungen                |
| Jahr | Titel        | US | Anmerkungen                |
| ---- | ------------ | --- | -------------------------- |
| 1963 | He’s a Rebel | US131 (2 Wo.)US | Erstveröffentlichung: 1963 |

Weitere Studioalben
- 1962: Twist Uptown

### Kompilationen
- 1963: Sing the Greatest Hits Volume 1
- 1975: Sing Their Greatest Hits
- 1988: Uptown
- 1989: The Crystals Meet the Shangri-Las (mit The Shangri-Las)
- 1992: The Best of the Crystals
- 1995: Phil Spector Wall of Sound, Vol. 3: The Crystals Sing Their Greatest Hits!
- 1997: He’s a Rebel
- 1999: Then He Kissed Me
- 2000: Greatest Hits
- 2001: The Crystals
- 2003: Back to Back
- 2003: Da Doo Ron Ron
- 2004: One Fine Day
- 2007: Greatest Hits
- 2011: Da Doo Ron Ron: The Very Best of the Crystals
- 2016: Playlist: Very Best of the Crystals

### Singles
| Jahr | Titel Album                                                             | Höchstplatzierung, Gesamtwochen, AuszeichnungChartplatzierungen (Jahr, Titel, Album, Platzierungen, Wochen, Auszeichnungen, Anmerkungen) | Höchstplatzierung, Gesamtwochen, AuszeichnungChartplatzierungen (Jahr, Titel, Album, Platzierungen, Wochen, Auszeichnungen, Anmerkungen) | Höchstplatzierung, Gesamtwochen, AuszeichnungChartplatzierungen (Jahr, Titel, Album, Platzierungen, Wochen, Auszeichnungen, Anmerkungen) | Höchstplatzierung, Gesamtwochen, AuszeichnungChartplatzierungen (Jahr, Titel, Album, Platzierungen, Wochen, Auszeichnungen, Anmerkungen) | Anmerkungen |
| Jahr | Titel Album                                                             | DE | UK | US | R&B | Anmerkungen |
| ---- | ----------------------------------------------------------------------- | --- | --- | --- | --- | --- |
| 1961 | There’s No Other (Like My Baby) Twist Uptown                            | — | — | US20 (11 Wo.)US | R&B5 (10 Wo.)R&B | Erstveröffentlichung: Oktober 1961 Leadgesang: Barbara Alston Autoren: Leroy Bates, Phil Spector                                                                                               |
| 1962 | Uptown Twist Uptown                                                     | — | — | US13 (13 Wo.)US | R&B18 (3 Wo.)R&B | Erstveröffentlichung: 14. Februar 1962 Leadgesang: Barbara Alston Autoren: Barry Mann, Cynthia Weil                                                                                            |
| 1962 | He’s a Rebel                                                            | — | UK19 (13 Wo.)UK | US1 (18 Wo.)US | R&B2 (10 Wo.)R&B | Erstveröffentlichung: 14. August 1962 Leadgesang: Darlene Love and the Blossoms Grammy Hall of Fame + Rock & Roll Hall of Fame Platz 267 der Rolling Stone 500 (Liste 2010) Autor: Gene Pitney |
| 1962 | He’s Sure the Boy I Love He’s a Rebel                                   | — | — | US11 (12 Wo.)US | R&B18 (6 Wo.)R&B | Erstveröffentlichung: 3. Dezember 1962 Leadgesang: Darlene Love and the Blossoms Autoren: Barry Mann, Cynthia Weil                                                                             |
| 1963 | Da Doo Ron Ron (When He Walked Me Home) Sing the Greatest Hits Volume 1 | DE22 (4 Wo.)DE | UK5 (16 Wo.)UK | US3 (13 Wo.)US | R&B5 (10 Wo.)R&B | Erstveröffentlichung: April 1963 Leadgesang: La La Brooks Rock & Roll Hall of Fame Platz 114 der Rolling Stone 500 (Liste 2004) Autoren: Jeff Barry, Ellie Greenwich, Phil Spector             |
| 1963 | Then He Kissed Me –                                                     | DE46 (2 Wo.)DE | UK2 Silber · (14 Wo.)UK | US6 (12 Wo.)US | R&B8 (9 Wo.)R&B | Erstveröffentlichung: August 1963 Leadgesang: La La Brooks Platz 493 der Rolling Stone 500 (Liste 2004) Autoren: Jeff Barry, Ellie Greenwich, Phil Spector                                     |
| 1964 | Little Boy –                                                            | — | — | US92 (3 Wo.)US | R&B32 (6 Wo.)R&B | Erstveröffentlichung: Januar 1964 Leadgesang: La La Brooks Autoren: Jeff Barry, Ellie Greenwich, Phil Spector                                                                                  |
| 1964 | I Wonder –                                                              | — | UK36 (3 Wo.)UK | — | — | Erstveröffentlichung: Februar 1964 Autoren: Jeff Barry, Ellie Greenwich, Phil Spector |
| 1964 | All Grown Up –                                                          | — | — | US98 (1 Wo.)US | R&B27 (5 Wo.)R&B | Erstveröffentlichung: Juni 1964 Leadgesang: La La Brooks Autoren: Jeff Barry, Ellie Greenwich, Phil Spector                                                                                    |
| 1974 | Da Doo Ron Ron ’74 –                                                    | — | UK15 (8 Wo.)UK | — | — | Erstveröffentlichung: Oktober 1974 Leadgesang: La La Brooks |

Weitere Singles
- 1962: He Hit Me (And It Felt Like a Kiss)
- 1963: (Let’s Dance) The Screw
- 1963: On Broadway (EP)
- 1963: Santa Claus Is Coming To Town (UK: Silber)
- 1965: You Can’t Tie a Good Girl Down
- 1965: My Place
- 1966: Are You Trying to Get Rid of Me Baby
- 1982: Rudolph the Red-Nosed Reindeer